# Megilla (Talmoed)

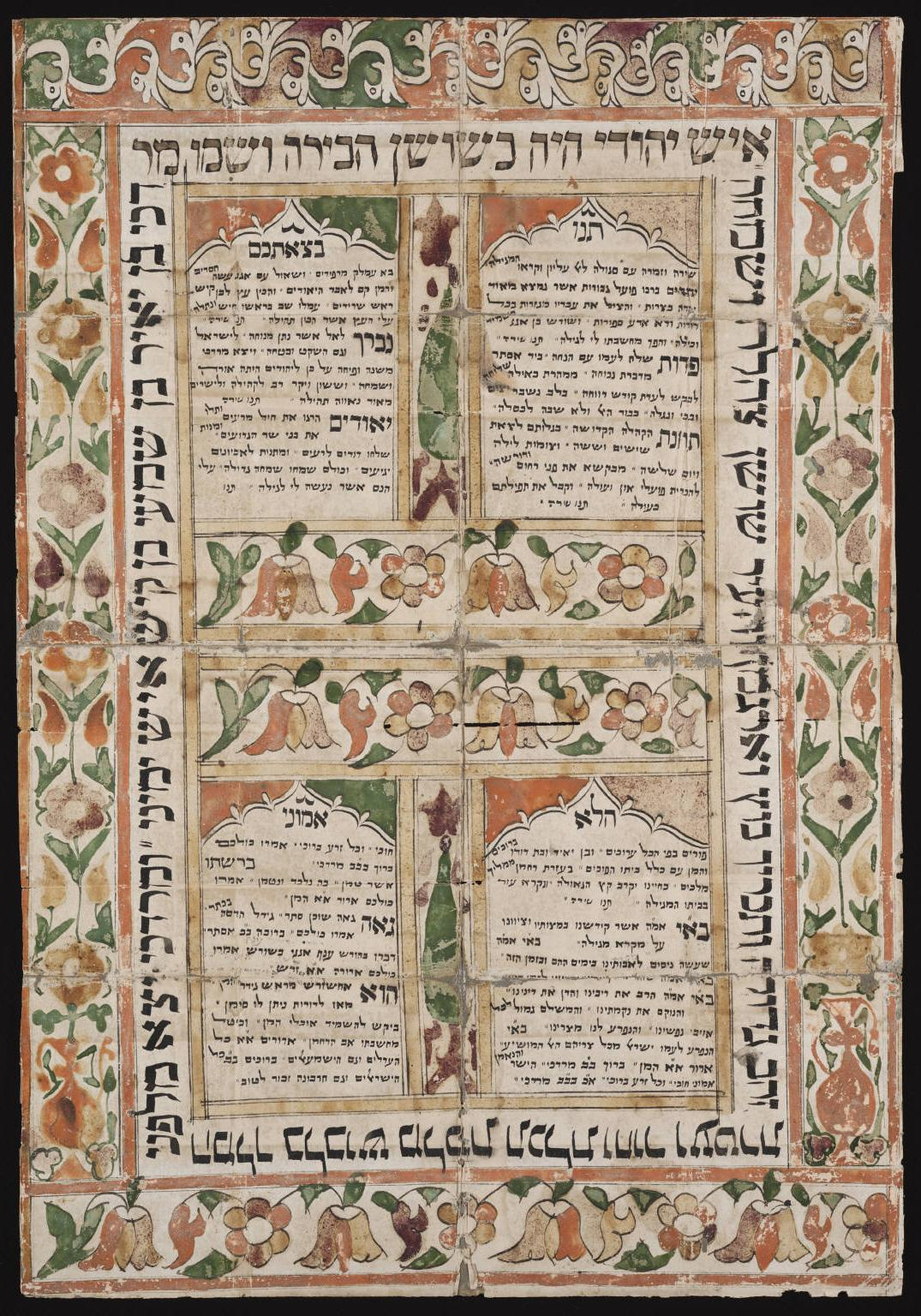
Afbeelding uit Koerdistan, bevattende vier liturgische Poerimgedichten in de joods-Koerdistaanse traditie en de zegeningen voor het lezen van de rol van Ester

Megilla (Hebreeuws: מגילה, letterlijk rol, doelend op de rol van Ester) is een traktaat van de Misjna en de Talmoed. Het is het tiende traktaat (masechet) van de Orde Moëed (Seder Moëed) en beslaat vier hoofdstukken.
Het traktaat Megilla behandelt onder meer het lezen van de rol van Ester, de voorschriften van Poerim alsmede regels over het openbaar lezen uit de Thora en overige synagoge-gebruiken.
Megilla bevat Gemara (rabbijns commentaar op de Misjna) en is onderdeel van zowel de Babylonische als de Jeruzalemse Talmoed. Het traktaat bevat 32 folia in de Babylonische Talmoed en 34 in de Jeruzalemse Talmoed.